# Mago (Schriftsteller)
Mago war ein punischer Schriftsteller des zweiten Jahrhunderts v. Chr.
Mago, von dem sonst kaum etwas bekannt ist, verfasste ein Werk in 28 Büchern zur Landwirtschaft. Das Werk wurde auf römischen Senatsbeschluss unter der Leitung von Decimus Iunius Silanus ins Lateinische übersetzt. Später verfasste Cassius Dionysius auch eine griechische Übersetzung. Das Original und beide Übersetzungen sind heute verloren; nur einige Zitate sind überliefert.